# Gammarus chevreuxi
Gammarus chevreuxi är en kräftdjursart som beskrevs av Sexton 1913. Gammarus chevreuxi ingår i släktet Gammarus och familjen Gammaridae. Inga underarter finns listade i Catalogue of Life.